# Meža
Pour les articles homonymes, voir Meza.

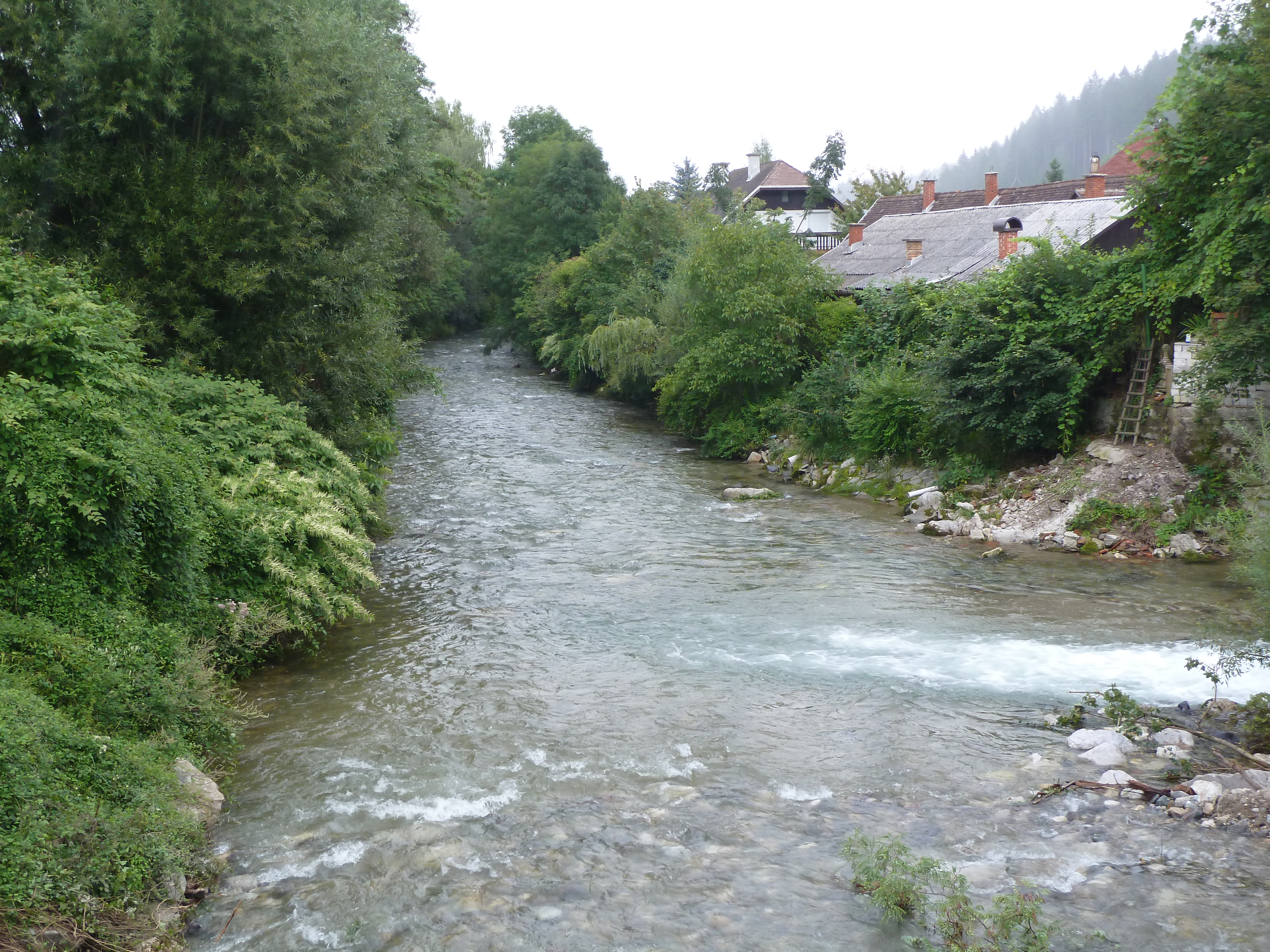
La Meza à Prevalje

La Meža (en slovène) ou la  Mieß (en allemand) est une rivière de 43 km qui s'écoule en Autriche et en Slovénie.

## Description
La rivière prend sa source en Autriche dans la province de Carinthie à proximité du mont Olševa. À environ un kilomètre de sa source, la rivière devient souterraine  et ne réapparait qu'en Slovénie sur le territoire de la commune de Črna na Koroškem. La rivière s'écoule ensuite dans la vallée de Mežica avant de se jeter dans la rivière Drave à Dravograd. Dans sa partie haute, il s'agit d'un torrent de montagne. Ses affluents proviennent des massifs montagneux des Alpes kamniques et des Karavanken. Dans le bas de la vallée, le courant de la rivière se calme. Son principal affluent est la rivière Mislinja qui la rejoint à quelques centaines de mètres de sa confluence dans la Drave.
La rivière était une des plus polluées de la Slovénie. En 1982, le chanteur slovène Marijan Smode a écrit à propos de la rivière la chanson Mrtva reka (qui signifie Rivière morte). Le principal pollueur de la rivière était l'entreprise Železarna Ravne.